# HEG T 1
Der zweiachsige Triebwagen HEG T 1 der Hoyaer Eisenbahn-Gesellschaft (HEG) wurde 1936 von der Waggonfabrik Gotha in Gotha gebaut. Der Triebwagen gehörte zu einer Serie von 13 Triebwagen der Firma für verschiedene Bahngesellschaften mit unterschiedlichen technischen Daten. Der T 1 ist bei der Nachfolgegesellschaft Verkehrsbetriebe Grafschaft Hoya (VGH) bis heute (2019) vorhanden.

## Geschichte und Einsatz
Nachdem die Gesellschaft der Hoyaer Eisenbahn-Gesellschaft bereits um 1890 einen Dampftriebwagen besaß, beschaffte sie 1936 ihren ersten Dieseltriebwagen. Es war ein Wagen nach einer Konstruktion, die schon seit 1933 bei verschiedenen Bahnen im Einsatz war. Der neue Triebwagen war außer für den Betrieb auf der HEG auch auf verschiedenen Strecken um Eystrup vorgesehen. Er war von Anfang an für den Anhängerbetrieb mit einer Zug- und Stoßeinrichtung ausgerüstet.
Der Triebwagen mit der Fabriknummer 2550 unternahm im Dezember 1936 um Gotha seine Probefahrt und wurde mit eigener Kraft zur HEG überführt. Nach der Ankunft wurde der Wagen auf der Strecke Hoya – Eystrup in Dienst gestellt. In der Zeit vor dem Zweiten Weltkrieg hatte der Triebwagen 1938 und 1942 zwei Unfälle auf seiner Stammstrecke. Während die Unfallschäden des ersten Unfalls in der Waggonfabrik Gotha ausgebessert werden konnten, wurde bei dem zweiten Unfall 1942 die Achswelle beschädigt, sie ging während der Reparatur in Gotha verloren, so dass der Triebwagen bis zur Anfertigung einer neuen Achswelle 1948 abgestellt blieb.
Er wurde danach auf seiner Stammstrecke sowie auf Strecken der Deutschen Bundesbahn bis Verden–Langwedel oder Nienburg–Stolzenau eingesetzt. Bei Sonderfahrten wurden regelmäßig Bremen, Hamburg, Bodenwerder und Bahnhöfe der Lüneburger Heide angefahren. Von der Verkehrsbetriebe Grafschaft Hoya wurde der Triebwagen bei Fusion der HEG mit übernommen. Nach Umspurung der Strecke Hoya – Syke auf Normalspur verkehrte der Triebwagen auch hier. Bis 1972 wurde der Triebwagen im regelmäßigen Verkehr, danach nur noch gelegentlich als Bahndienstfahrzeug eingesetzt. Bis 1981 währte dieser Einsatz, ab 1976 war die Maschinenanlage verbraucht und der Triebwagen konnte nur noch als Anhänger verwendet werden.
1984 wurde das Fahrzeuge von dem DEV originalgetreu wiederaufgearbeitet. Er erhielt seine originale Lackierung mit der Bezeichnung T 1 sowie dem Stadtwappen von Hoya zurück und wird seitdem als Zubringer nach Bruchhausen-Vilsen bei Sonderfahrten von Eystrup bzw. Syke aus eingesetzt. Da der Triebwagen auf den Gleisen der DB zugelassen ist, kommt er gelegentlich bei Sonderfahrten zum Einsatz. Mit Fertigstellung der Renovierungsarbeiten erwarb der DEV einen 1936 von der Dessauer Waggonfabrik hergestellten Beiwagen, dadurch konnte das Platzangebot erweitert werden.

## Technische Merkmale/Ausstattung
Der Triebwagen ähnelt sehr dem KWOe T2. Ebenso wie die äußeren Maße ist auch das kleine Seitenfenster an der Stirnwand vorhanden. Der einzige augenfällige Unterschied zu den Fahrzeugen der OHE ist die Ausstattung des T 1 mit Schiebetüren anstatt mit Drehtüren.
Auf einem Rahmen aus Stahl war ein Kastengerippe aus Stahl aufgebaut, dass außen mit Blechplatten verkleidet war, die Nieten waren im Blech versenkt. An den Kopfenden waren die  ansonsten geraden Seitenwände eingezogen.
Zwischen den Einstiegsräumen mit den Führerständen, die auch Platz für die Mitnahme von Fahrrädern boten, befanden sich das mit Trennwänden und Schiebetüren abgetrennte Abteil für Reisende. Die Inneneinrichtung des Triebwagens war zweckmäßig. Die Sitzbänke in 3+2-Anordnung waren mit dicken Polsterplüsch bezogen und wirkten dadurch sehr bequem. Im oberen Teil waren die Wände mit Eichensperrholz verkleidet, im unteren mit Linoleum versehenem Sperrholz. Der Fußboden war mit Linoleum belegt. Zur Beheizung diente eine Unterflur-Warmwasserheizung System Narag, die ebenso zum Vorwärmen des Kühlwassers beim Starten des Motors während der kalten Jahreszeit herangezogen werden konnte.
Die Antriebsanlage bestand bei Ablieferung aus einem Vierzylinder-Viertakt-Dieselmotor mit einem viergängigen Mylius-Getriebe, die in einem separaten Maschinentragrahmen federnd am Untergestell aufgehängt war, der Motor ragte unter der mittleren Sitzbank in den Fahrgastraum hinein. Über eine Kardanwelle wurde eine Antriebsachse des Wagens angetrieben. Das Achsgetriebe war mit dem Wendegetriebe verbunden. Als Hilfseinrichtungen war der Wagen ausgerüstet mit einem elektrischen Zwischenkreis von 24 V und einer pneumatischen Anlage für die Steuerung der Indirekten Bremse, des Getriebes und der Signalanlagen wie dem Typhon und dem Läutewerk.
Der Triebwagen hatte Innenbacken-Trommelbremse auf beiden Achsen, sie konnte mit Hand oder Druckluft betätigt werden. Eine Totmanneinrichtung war mit der Bremse verbunden.